# José del Castillo
José del Castillo Burga (Lima, 10 maggio 1943 – 4 febbraio 2023) è stato un calciatore peruviano, di ruolo centrocampista o attaccante.

## Carriera

### Club
José "Pepe" Del Castillo è stato un calciatore formato nelle giovanili del Centro Iqueño, squadra con la quale ha debuttato in prima divisione nel 1960. Giocatore elegante, riusciva a giocare in tutte e cinque le posizioni dell'attacco. Nel 1961 passò alla squadra del Sporting Cristal per far parte di questa grande promozione di giocatori celesti. Nonostante la sua bassa statura, aveva una notevole presenza in campo. Vinse 4 scudetti negli anni 1961, 1968, 1970 e 1972 supportando con prestazioni brillanti la squadra grazie alla sua abilità di giocatore intelligente, dotato di buon tiro, che lo ha portato a segnare tanti gol con la maglia celeste. Con Ramón Mifflin formarono uno dei migliori centrocampi del campionato peruviano alla fine degli anni '60. La sua carriera terminò nel 1975, dopo aver militato per un anno nelle file della squadra messicana del Veracruz.

### Nazionale
Convocato dalla Nazionale peruviana, partecipa ai Mondiali 1970 in Messico.

## Palmarès

### Club
- Campionato peruviano: 4

Sporting Cristal: 1961, 1968, 1970, 1972